# جين بيترسون
جين بيترسون (بالإنجليزية: Jane Peterson)‏ هي رسامة أمريكية، ولدت في 1876 في إلجين في الولايات المتحدة، وتوفيت في 1965 في كانساس في الولايات المتحدة.